# Підстепновський
Підстепно́вський  (рос. Подстепновский) — селище у складі Мамонтовського району Алтайського краю, Росія. Входить до складу Корчинської сільської ради.

## Населення
Населення — 11 осіб (2010; 27 у 2002).
Національний склад (станом на 2002 рік):
- росіяни — 92 %